# Liste der Biografien/De J
Liste der Biografien |
Portal Biografien |
J Personensuche
# |
A |
B |
C |
D |
E |
F |
G |
H |
I |
J |
K |
L |
M |
N |
O |
P |
Q |
R |
S |
T |
U |
V |
W |
X |
Y |
Z |
?
 
Da |
Db |
Dc |
Dd |
De |
Dg |
Dh |
Di |
Dj |
Dk |
Dl |
Dm |
Dn |
Do |
Dq |
Dr |
Ds |
Du |
Dv |
Dw |
Dy |
Dz
 
De A |
De B |
De C |
De D |
De E |
De F |
De G |
De H |
De J |
De K |
De L |
De M |
De N |
De P |
De Q |
De R |
De S |
De T |
De V |
De W |
De Y |
De Z 

Dea |
Deb |
Dec |
Ded |
Dee |
Def |
Deg |
Deh |
Dei |
Dej |
Dek |
Del |
Dem |
Den |
Deo |
Dep |
Deq |
Der |
Des |
Det |
Deu |
Dev |
Dew |
Dex |
Dey |
Dez
Die Liste der Biografien führt alle Personen auf, die in der deutschsprachigen Wikipedia einen Artikel haben. Dieses ist eine Teilliste mit 12 Einträgen von Personen, deren Namen mit den Buchstaben „De J“ beginnt.

## De J

### De Je
- De Jersey, Peter (* 1965), britischer Theater- und Filmschauspieler
- De Jesus Buffington, Kahlo, US-amerikanischer Schauspieler und Synchronsprecher

### De Jo
- De Jong, Andre (* 1996), neuseeländischer Fußballspieler
- De Jong, Dennis Harold (1931–2003), sambischer Geistlicher, römisch-katholischer Bischof von Ndola
- De Jong, Marinus (1891–1984), niederländisch-belgischer Komponist und Pianist
- De Jong, Piet (1887–1967), britisch-niederländischer Künstler
- De Jong, Ruth, US-amerikanische Szenenbildnerin
- De Jongh, Andrée (1916–2007), belgische Leiterin eines Fluchthilfenetzwerks der belgischen RésistanceAndrée de Jongh (1916–2007)

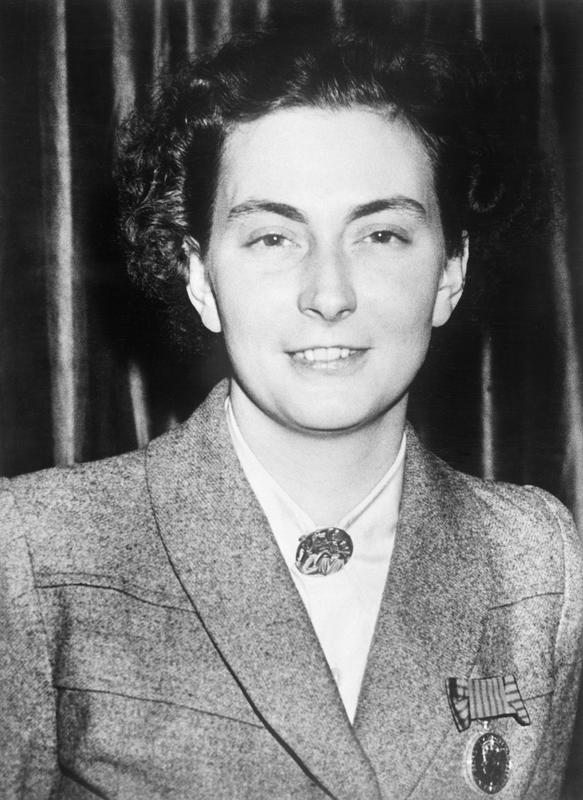
Andrée de Jongh (1916–2007)

- De Jongh, John (* 1957), US-amerikanischer Politiker
- de Jonghe, Gustave Léonard (1829–1893), belgischer Maler
- De Jonghe, Kevin (* 1991), belgischer Straßenradrennfahrer
- De Jorio, Maurizio, italienischer Eurobeat-Künstler